# Cetobemidona
La cetobemidona no tiene un uso médico autorizado en los Estados Unidos y es ilegal incluso poseerla. Es un analgésico potente cuya eficacia contra el dolor está en el mismo rango que la morfina, y también tiene algunas propiedades antagonistas del N-metil-D-aspartato gracias en parte a su metabolito norcetobemidona.

## Antecedentes
En otros lugares, desde la década de 1950, la cetobemidona se ha utilizado como analgésico para cirugía, el cáncer y otras afecciones. Las cifras para el uso legal total de opioides en Dinamarca (que fue uno de los países fabricantes y exportadores de la sustancia en forma de clorhidrato e 1999) mostraron que solo la morfina y la metadona se usaron más que la cetobemidona.
La cetobemidona fue sintetizada por primera vez en 1942 en el laboratorio Hoechst durante la Segunda Guerra Mundial. El primer estudio en humanos se publicó en 1946, y se introdujo en medicina clínica poco después.

## Ensayos
En un experimento, la cetobemidona causó menos dificultad para respirar que la buprenorfina (otro opioide utilizado para aliviar el dolor). Los pacientes que reciben morfina crónicamente pueden desarrollar espasmos musculares y experimentar más dolor (efecto paradójico). Después de estudiar ese problema, un grupo de investigadores recomendó que dichos pacientes se cambiaran a cetobemidona, metadona, sufentanilo o fentanilo. Un informe de caso indica que la cetobemidona funcionó cuando se hizo el cambio.

## Inconvenientes
Los efectos no deseados del fármaco incluyen escalofríos, tos, náuseas y vómitos. El dolor puede causar vómitos, por lo que, paradójicamente, la cetobemidona también puede prevenir los vómitos a través del alivio del dolor. Un estudio señaló que la cetobemidona reduce la presión arterial, pero no tanto como la morfina.

## Factores de abuso
Aunque el uso ilícito de esta droga ha recibido poca atención en los Estados Unidos, la cetobemidona ha sido una sustancia prominente en abuso de fármacos en países escandinavos. El medicamento está disponible en la forma farmacéutico intravenosa, pero algunos usuarios aplastan las tabletas orales y se inyectan el polvo. Se sospechosa que esta práctica dañar la vista. La misma práctica puede causar que la piel se endurezca alrededor de los sitios de inyección y también se abran llagas que pueden infectarse. En un informe de varios de estos casos, el personal médico expresó perplejidad porque los usuarios aparentaban no sufrir incomodidad y que no estuvieran preocupados por las afecciones de la piel que llevarían a la mayoría de las personas a buscar ayuda médica inmediata. Tal indiferencia sobre el bienestar físico es típica entre personas que abusan de las drogas. Un estudio de las muertes por sobredosis de cetobemidona en Dinamarca fue revelador también a este respecto; las víctimas a menudo tenían niveles de alcohol en la sangre que ya de por sí serían fatales.

## Sinergía
Un estudio que comparó las formas farmacéuticas intravenosas comerciales encontró que la morfina es solo la mitad de potente que un producto combinado que contiene una parte de cetobemidona y cinco partes de un medicamento llamado A29 ((RS)-3-dimetilamino-1,1-difenilbut-1-eno). El último fármaco se usa para combatir los espasmos. Los experimentos con ratas y ratones indican que A29 aumenta el efecto analgésico de la cetobemidona, por lo que la investigación en seres humanos que compara la combinación con la morfina no significa que la cetobemidona sola sea más fuerte que la morfina. El mismo estudio encontró, sin embargo, que cuando las dosis se ajustaban para obtener una potencia equivalente, la combinación ketobemidona + A29 era aún más efectiva en el alivio del dolor que la morfina.

## Uso en embarazo y lactancia
El medicamento pasa a la leche humana. En base a un pequeño número de casos que involucraron 5.0 mg de cetobemidona administrados durante el parto, un estudio estimó que los bebés amamantados recibirían menos de 2 microgramos de cetobemidona en su primer día lactando.